# Куру (кантон)
Куру (фр. Canton de Kourou) — упразднённая в 2015 году административно-территориальная единица Франции, кантон в округе Кайенна департамента Французская Гвиана.Административный центр — Куру. Упразднён 31 декабря 2015 года в ходе Реформы французских кантонов 2014 года (Redécoupage cantonal de 2014 en France).

## География
Находился в 40 километрах от города Кайенна.

## Состав кантона
Всего в кантон Куру входила 1 коммуна (община).
| бывший Кантон Куру  | бывший Кантон Куру        |
| ------------------- | ------------------------- |
| область             | Французская Гвиана        |
| отдел               | Французская Гвиана        |
| Округ               | Кайена                    |
| Главный город       | Куру                      |
| Дата роспуска       | 31 декабря 2015 г.        |
| население           | 25 688 (1 января 2007 г.) |
| Плотность населения | 12 жителей / км²          |
| область             | 2 160,00 км²              |
| сообщества          | 1                         |
| Код INSEE           | 97307                     |

| Имя                 | Код Insee | Коммуны (общины)                  | Площадь (км2) | Население     | Плотность (чел. / км 2) |
| ------------------- | --------- | --------------------------------- | ------------- | ------------- | ----------------------- |
| Куру (центр города) | 97304     | Сообщество коммун (общин) Саванны | 2 160,00      | 25 868 (2014) | 12                      |